# 阿莫罗芬
阿莫罗芬（英語： 或 amorolfin，商品名有：Curanail、Loceryl、Locetar和Odenil等）是一种含氮有机化合物，分子式C21H35NO，属于吗啉类杀真菌剂，可抑制真菌麦角固醇的生物合成。